# 松平信連
松平 信連（まつだいら のぶつら）は、江戸時代中期の旗本（寄合）。堅綱系大河内松平家3代。石高は1000石。
延宝6年（1678年）に旗本・天野長顕の子として江戸で生まれる。元禄7年（1694年）7月7日に伯母の夫にあたる松平信義の末期養子となり、12月12日に遺領を相続する。寄合に列し、宝永元年（1704年）9月24日に死去した。享年27。